# Pływanie na Letnich Igrzyskach Olimpijskich 1900 – 200 metrów drużynowo
200 m drużynowo był jednym z wyścigów pływackich rozgrywanych podczas II Letnich Igrzysk Olimpijskich w Paryżu. Zawody odbyły się w dniu 12 sierpnia 1900 r.

## Składy drużyn
Łącznie wystartowały cztery zespoły. Drużyna brytyjska planowała wziąć udział, ale pojawili się zbyt późno.
| Deutscher Schwimm Verband Berlin                               | Tritons Lillois                                                                          | Pupilles de Neptune de Lille                                        | Libellule de Paris                                               |
| -------------------------------------------------------------- | ---------------------------------------------------------------------------------------- | ------------------------------------------------------------------- | ---------------------------------------------------------------- |
| - Ernst Hoppenberg - Gustav Lexau - Ernst Lührsen - Max Hainle | - Joseph Bertrand - Victor Cadet - Maurice Hochepied - Jules Verbecke - Victor Hochepied | - Georges Leuillieux - Louis Martin - Désiré Mérchez - René Tartara | - B. Rosier - Jules Clévenot - R. Féret - Pelloy - Jean Gazaigne |

- Według wcześniejszych danych MKOl w drużynie niemieckiej wystartowali: Ernst Hoppenberg, Max Hainle, Julius Frey, Max Schöne i Herbert von Petersdorff, przy czym von Petersdorff nie wystąpił w żadnym wyścigu. Zawodnicy w niniejszym artykule według danych Billa Mallona.
- Piątym zawodnikiem drużyny francuskiej Pupilles de Neptune de Lille był Philippe Houben, który nie wystartował w żadnym wyścigu.

## Wyniki

### Eliminacje
W eliminacjach wystartowało łącznie 18 zawodników w pięciu wyścigach. Do finału awansowali wszyscy zawodnicy. Liczyła się kolejność dopłynięcia do mety, gdyż zwycięzcy z poszczególnych eliminacji wpłynęli w pierwszym finale, zawodnicy zajmujący drugie miejsca w drugim, itd.
Wyścig 1
| Poz. | Zawodnik        | Drużyna            | Wynik    | Uwagi |
| ---- | --------------- | ------------------ | -------- | ----- |
| 1.   | Joseph Bertrand | Tritons Lillois    | nieznany | Q1    |
| 2.   | B. Rosier       | Libellule de Paris | nieznany | Q2    |

Wyścig 2
| Poz. | Zawodnik           | Drużyna                          | Wynik    | Uwagi |
| ---- | ------------------ | -------------------------------- | -------- | ----- |
| 1.   | Ernst Hoppenberg   | Deutscher Schwimm Verband Berlin | nieznany | Q1    |
| 2.   | Jules Clévenot     | Libellule de Paris               | nieznany | Q2    |
| 3.   | Georges Leuillieux | Pupilles de Neptune de Lille     | nieznany | Q3    |
| 4.   | Victor Cadet       | Tritons Lillois                  | nieznany | Q4    |

Wyścig 3
| Poz. | Zawodnik          | Drużyna                          | Wynik    | Uwagi |
| ---- | ----------------- | -------------------------------- | -------- | ----- |
| 1.   | Maurice Hochepied | Tritons Lillois                  | nieznany | Q1    |
| 2.   | Gustav Lexau      | Deutscher Schwimm Verband Berlin | nieznany | Q2    |
| 3.   | Louis Martin      | Pupilles de Neptune de Lille     | nieznany | Q3    |
| 4.   | R. Féret          | Libellule de Paris               | nieznany | Q4    |

Wyścig 4
| Poz. | Zawodnik         | Drużyna                          | Wynik    | Uwagi |
| ---- | ---------------- | -------------------------------- | -------- | ----- |
| 1.   | Ernst Lührsen    | Deutscher Schwimm Verband Berlin | nieznany | Q1    |
| 2.   | Désiré Mérchez   | Pupilles de Neptune de Lille     | nieznany | Q2    |
| 3.   | Victor Hochepied | Tritons Lillois                  | nieznany | Q3    |
| 4.   | Jean Gazaigne    | Libellule de Paris               | nieznany | Q4    |

Wyścig 5
| Poz. | Zawodnik       | Drużyna                          | Wynik    | Uwagi |
| ---- | -------------- | -------------------------------- | -------- | ----- |
| 1.   | Max Hainle     | Deutscher Schwimm Verband Berlin | nieznany | Q1    |
| 2.   | René Tartara   | Pupilles de Neptune de Lille     | nieznany | Q2    |
| 3.   | Jules Verbecke | Tritons Lillois                  | nieznany | Q3    |
| 4.   | Pelloy         | Libellule de Paris               | nieznany | Q4    |

### Finał
W finale rozegrano 4 wyścigi. Zawodnicy w zależności od miejsca na mecie uzyskiwali odpowiednią liczbę punktów. Łączną klasyfikację wygrywała ta drużyna, której zawodnicy zdobyli najmniej punktów.
Finał 4
| Poz. | Zawodnik      | Drużyna            | Wynik  | Punkty |
| ---- | ------------- | ------------------ | ------ | ------ |
| 1.   | R. Féret      | Libellule de Paris | 3:00,4 | 15     |
| 2.   | Jean Gazaigne | Libellule de Paris | 3:02,6 | 16     |
| 3.   | Pelloy        | Libellule de Paris | 3:06,0 | 17     |
| 4.   | Victor Cadet  | Tritons Lillois    | 3:18,0 | 18     |

Finał 3
| Poz. | Zawodnik           | Drużyna                      | Wynik  | Punkty |
| ---- | ------------------ | ---------------------------- | ------ | ------ |
| 1.   | Louis Martin       | Pupilles de Neptune de Lille | 2:51,4 | 11     |
| 2.   | Victor Hochepied   | Libellule de Paris           | 2:56,4 | 12     |
| 3.   | Jules Verbecke     | Tritons Lillois              | 3:01,6 | 13     |
| 4.   | Georges Leuillieux | Pupilles de Neptune de Lille | 3:18,0 | 14     |

Finał 2
| Poz. | Zawodnik       | Drużyna                          | Wynik  | Punkty |
| ---- | -------------- | -------------------------------- | ------ | ------ |
| 1.   | Gustav Lexau   | Deutscher Schwimm Verband Berlin | 2:42,0 | 6      |
| 2.   | Jules Clévenot | Libellule de Paris               | 2:45,0 | 7      |
| 3.   | René Tartara   | Pupilles de Neptune de Lille     | 2:48,6 | 8      |
| 4.   | Désiré Mérchez | Pupilles de Neptune de Lille     | 2:55,4 | 9      |
| 5.   | B. Rosier      | Libellule de Paris               | 3:04,4 | 10     |

Finał 1
| Poz. | Zawodnik          | Drużyna                          | Wynik  | Punkty |
| ---- | ----------------- | -------------------------------- | ------ | ------ |
| 1.   | Ernst Hoppenberg  | Deutscher Schwimm Verband Berlin | 2:35,4 | 1      |
| 2.   | Max Hainle        | Deutscher Schwimm Verband Berlin | 2:36,0 | 2      |
| 3.   | Maurice Hochepied | Tritons Lillois                  | 2:53,0 | 3      |
| 4.   | Ernst Lūhrsen     | Deutscher Schwimm Verband Berlin | 2:55,0 | 4      |
| 5.   | Joseph Bertrand   | Tritons Lillois                  | 3:00,0 | 5      |

## Wyniki końcowe
| Poz. | Drużyna                          | Wynik |
| ---- | -------------------------------- | ----- |
| 1.   | Deutscher Schwimm Verband Berlin | 32    |
| 2.   | Tritons Lillois                  | 51    |
| 3.   | Pupilles de Neptune de Lille     | 61    |
| 4.   | Libellule de Paris               | 65    |

Ponieważ w drużynach Libellule de Paris i Deutscher Schwimm Verband Berlin było tylko po czterech zawodników, dopisano każdej z nich 19 punktów, tak jakby ich 5. zawodnik zajął 19. miejsce.